# Gökşen Fitik
Gökşen Fitik (Seyhan, 11 agosto 2001) è una cestista turca.

## Carriera
Con la Turchia ha disputato due edizioni dei Campionati europei (2021, 2023).